# Oxycoleus piceus
Oxycoleus piceus is een keversoort uit de familie van de boktorren (Cerambycidae). De wetenschappelijke naam van de soort werd voor het eerst geldig gepubliceerd door Giesbert.